# Guerra de Afganistán (1978-1989)
La guerra de Afganistán (په افغانستان کې شوروی جګړه en pastún, جنگ شوروی در افغانستان en darí, Афганская война en ruso), también llamada primera guerra de Afganistán o guerra afgano-soviética, fue la primera fase del extenso conflicto de la guerra civil afgana. Transcurrió entre diciembre de 1979 y febrero de 1989, tiempo en el que la República Democrática de Afganistán, ayudada económica y militarmente por la Unión Soviética, se enfrentó a los insurgentes muyahidines (combatientes islámicos fundamentalistas de Afganistán y otras nacionalidades). Los muyahidines fueron ayudados por numerosos países extranjeros, destacando Estados Unidos, quien les proporcionó ingentes cantidades de armas y dinero. Está considerada como parte de la Guerra Fría.
El conflicto comenzó en 1978, cuando tuvo lugar la revolución de Saur, que hizo de Afganistán un Estado socialista gobernado por el Partido Democrático Popular de Afganistán (PDPA). Fue entonces cuando el gobierno de Estados Unidos inició la «Operación Ciclón», en el contexto de la Guerra Fría, suministrando armas y una amplia financiación a los rebeldes islámicos muyahidines, que desestabilizaron el país hasta tal punto que un año después el Consejo Revolucionario solicitó la intervención militar de la Unión Soviética.
Las fuerzas soviéticas depusieron y ejecutaron de manera inmediata al dictador Hafizullah Amín, quien previamente había mandado asesinar de manera arbitraria al anterior presidente y líder de la revolución, Nur Muhammad Taraki. La intervención produjo un resurgimiento de los guerrilleros muyahidines, que aun estando divididos en varias facciones se embarcaron en una larga campaña contra las fuerzas soviéticas y prosoviéticas, respaldados por los suministros y el apoyo logístico y financiero de países occidentales o aliados como Estados Unidos, Reino Unido, Israel o el Estado Imperial Iraní; países islamistas  como Pakistán y Arabia Saudita, hasta incluso Estados comunistas antisoviéticos como la República Popular China.
Tras casi una década de guerra, los soviéticos se retiraron en 1989 después de la firma de los Acuerdos de Ginebra entre Pakistán y la República Democrática de Afganistán. No obstante, los enfrentamientos entre insurgentes y las tropas del gobierno continuaron hasta abril de 1992, cuando la disolución de la Unión Soviética provocó el colapso económico del país y los fundamentalistas pudieron implantar un Estado islámico. La guerra ha sido reiteradas veces calificada por la prensa norteamericana como «el Vietnam de la Unión Soviética».
La población de Afganistán cayó de 13.4 millones en 1979 a 11.6 millones en 1988 como consecuencia de la violencia de la guerra y la crisis de refugiados.

## Antecedentes

### Relaciones entre Afganistán y la Unión Soviética
Desde el mismo nacimiento de la Unión de Repúblicas Socialistas Soviéticas se establecieron relaciones diplomáticas entre ambos países, independientemente del régimen o gobierno existente en Afganistán.
El Gobierno soviético fue el primero en reconocer, en 1919, la independencia y soberanía de Afganistán, aun cuando no habían finalizado la lucha por su independencia contra el Reino Unido. Este país exigió la ruptura de relaciones entre Afganistán y el naciente «País de los Soviets» llegando a presentar en 1923 el llamado «ultimátum de Curzon», una de cuyas principales exigencias era retirar el personal diplomático soviético en Afganistán y su reconocimiento como estado independiente y soberano.
El emir Amanulá le envió al bolchevique Lenin una histórica carta en diciembre de 1920. Tras la intervención militar del Reino Unido, Habibulá Kalakani se hace con el poder y abre un periodo de gobiernos más o menos dependientes colonialmente del Reino Unido; hasta que Mohammed Daud inicia un acercamiento a la Unión Soviética, que en los años cincuenta comienza a colaborar con el Gobierno de Afganistán. En junio de 1955 se firmó el acuerdo soviético-afgano sobre tránsito. De conformidad con él, las mercancías de Afganistán podían transitar libremente, exentas de derechos aduaneros, por territorio soviético con destino a terceros países.
En 1963, el rey Mohamed Zahir Shah expulsó de su cargo a Daud, y asumió personalmente el gobierno incrementando y mejorando la relación con la vecina Pakistán. Al año siguiente se promulga una constitución que convierte el país en una democracia parlamentaria, aunque con extensos poderes para la Corona. La constitución intenta modernizar el país otorgando derechos a sus ciudadanos, así como también la integración de las mujeres en la vida pública.
En 1973, Mohammed Daud impulsó un golpe de Estado, proclamó la república, fundó el Partido Revolucionario Nacional, y se acercó a Irán y a otras naciones árabes, abandonando poco a poco sus vínculos con la Unión Soviética.

### Revolución comunista afgana
El 17 de abril de 1978, Mir Ali Akbar Kaibar, destacado militante del Partido Democrático Popular de Afganistán fue asesinado por agentes del gobierno de Daud. Hubo una manifestación de protesta espontánea de más de  diez mil personas. Luego, los dirigentes del PDPA fueron encarcelados, como Nur Muhammad Taraki y Babrak Karmal. Sin embargo, Hafizullah Amín estuvo durante las cinco primeras horas bajo arresto domiciliario, dándole la oportunidad de ordenar un levantamiento de las Fuerzas Armadas. En la noche del 27 al 28 de abril, unidades militares irrumpieron en el palacio en el corazón de Kabul. Con la ayuda de la fuerza aérea, las tropas sublevadas vencieron la resistencia de la Guardia Presidencial. Daud murió durante el ataque.

El 30 de abril de 1978 Nur Muhammad Taraki fue elegido presidente del Consejo Revolucionario y primer ministro. Si bien el partido estaba amenazado por el fraccionamiento interno (dividido en la facción radical Jalq y la moderada Parcham), los líderes buscaron diversos métodos para tratar de reducir a la oposición, ya sea enviándolos como embajadores a países lejanos o mediante el asesinato.

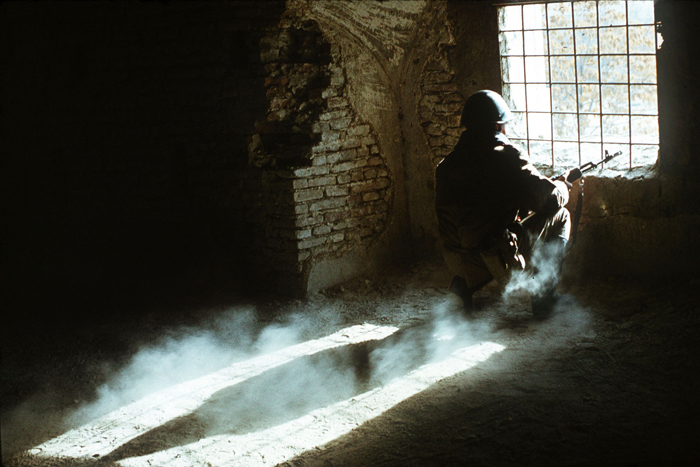
Soldado soviético en Afganistán, 1988

El gobierno de Taraki inició un programa de reformas que ilegalizó la usura, inició una campaña de alfabetización (por primera vez en las escuelas se enseñó en las lenguas nativas de los alumnos y también asistían mujeres), implantó una muy radical reforma agraria, separación de la religión del Estado, prohibió el cultivo del opio con penas fuertes, legalizó los sindicatos que habían sido proscritos y estableció una ley de salario mínimo. También promovió la igualdad de derechos para las mujeres: permiso de no usar velo —que ya había sido permitido durante la monarquía—, permiso de transitar libremente y conducir automóviles, abolición de la dote, integración de mujeres al trabajo y a estudios universitarios, así como a la vida política con cargos públicos (e incluso siete mujeres fueron elegidas al parlamento).
También hubo un fuerte aumento en la represión política en el país, llegando a haber hasta más de 11 000 presos políticos en 1979. La abolición de la  dote, junto con las medidas «anti-usura» tuvieron como consecuencia que muchas personas en el campo no pudiesen recibir préstamos ni casarse, al tiempo que la reforma agraria resultó un fracaso y muchos campesinos tuvieron que abandonar sus tierras.
Todo esto desencadenan la oposición de los fundamentalista islámicos, con el apoyo armado de Pakistán, Estados Unidos, Reino Unido y Arabia Saudita, que ya intervenían clandestinamente desde 1973.
En diciembre de 1978, Taraki visitó la Unión Soviética, donde firmó el Tratado de Amistad, Buena Vecindad y Cooperación entre la Unión de Repúblicas Socialistas Soviéticas y la República Democrática de Afganistán. Aunque los soviéticos le otorgaron al Gobierno afgano ayuda material y militar, los primeros no se sentían cómodos con el radicalismo de Taraki y Amín y trataron infructuosamente de promover a izquierdistas moderados.
Sin embargo, cada vez eran más los sectores que se le oponían. Unos, como Ahmad Shah Masud que estaba al frente de la resistencia clandestina desde el golpe de Daud contra la monarquía. Otros, en oposición al programa de reformas, que era visto como una amenaza para la tradición.
Las manifestaciones violentas de la oposición comenzaron en el verano de 1978 en la ciudad de Nurestán. Otras revueltas —en su mayoría sin coordinación entre sí— comenzaron a sucederse a lo largo del país, además de periódicos atentados terroristas. El gobierno empezó a reprimir a los manifestantes y encarceló a varios mulás, lo que generó más violencia.
Entre el 10 y el 20 de marzo de 1979 el ejército de Herat, bajo el control de Ismail Khan, se rebeló y trescientos cincuenta asesores militares soviéticos y sus familiares fueron asesinados. La URSS bombardeó la ciudad, causando una destrucción masiva y miles de muertes, y fue nuevamente recapturada con tanques y paracaidistas. La destrucción de la ciudad de Herat marcó el inicio de la guerra civil afgana.

### Golpe y asesinato de Amín

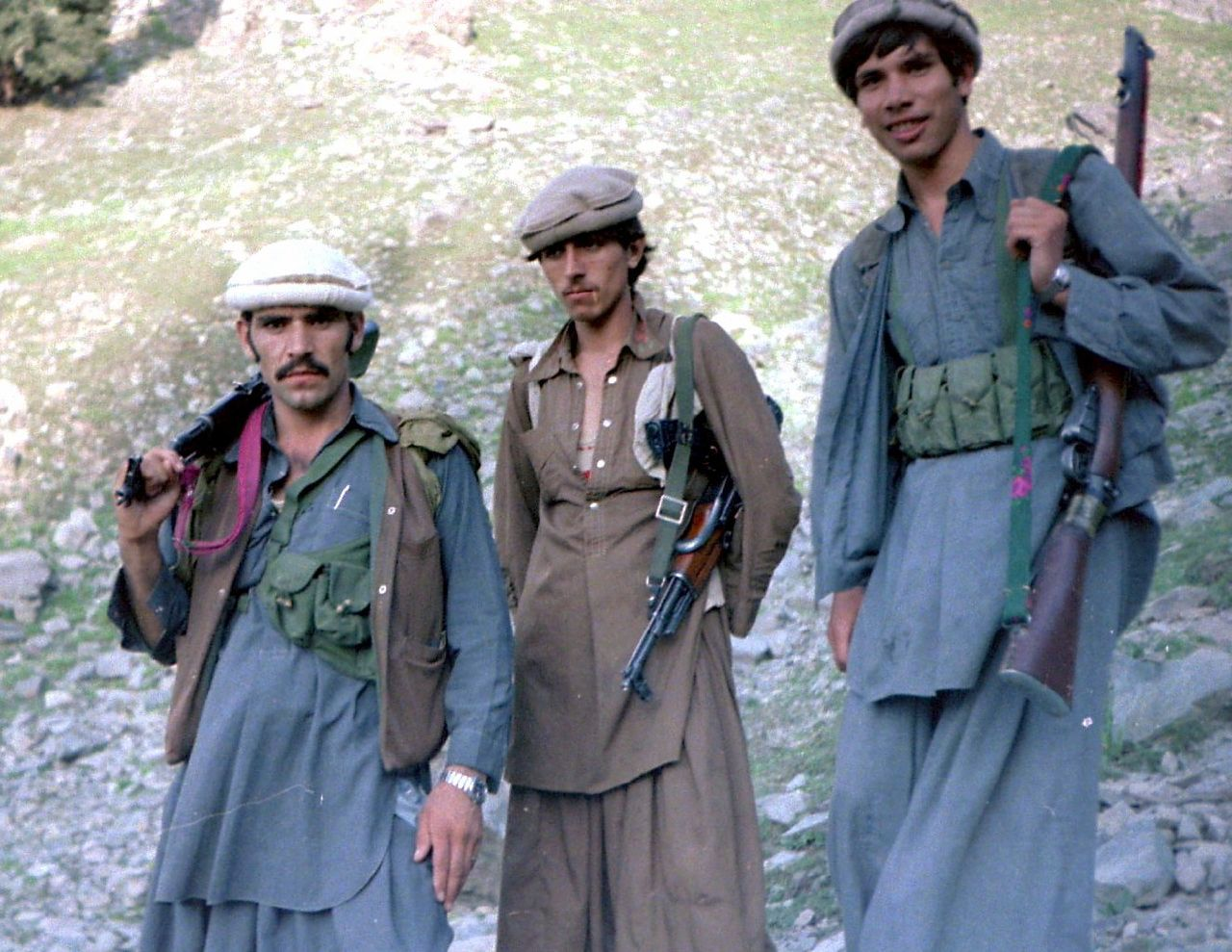
Tres muyahidines en Asmar, 1985

A comienzos de septiembre de 1979, Taraki partió a la capital cubana de La Habana para asistir a la conferencia del Movimiento de Países No Alineados y en el viaje de regreso, hace una breve parada en Moscú, donde conversa con Leonid Brézhnev. Los soviéticos le informan que en su ausencia, Amín ha asesinado a cuatro altos oficiales leales a Taraki y ha realizado otras maniobras de carácter golpista.
El 14 de septiembre de 1979, en circunstancias no esclarecidas, hubo un tiroteo en el palacio de gobierno entre los guardaespaldas de Amín y los de Taraki, cuando los líderes debían reunirse. Ambos se acusaron mutuamente de haber tratado de asesinar al otro. Al día siguiente, partidarios de Amín arrestaron al presidente. En esa misma fecha se cree que Taraki fue ejecutado; aunque algunas versiones mencionan que su ejecución sumaria y secreta se produjo el 9 de octubre.
Durante los ciento cuatro días de su gobierno, Amín trató de lograr el interés de los gobiernos de Pakistán y de Estados Unidos en materia de la seguridad afgana. El giro de su política hacia los intereses estadounidenses provoca la definitiva intervención directa de la Unión Soviética. El 27 de diciembre, la URSS envía un comando especial del KGB, OSNAZ (Grupo Alfa), compuesto por 600 soldados vestidos con uniformes de afganos que en Kabul ocupan las principales instalaciones gubernamentales, militares y de medios de comunicación, incluyendo su principal objetivo, el Palacio de Tajbeg, en el que Amín es asesinado (Operación Tormenta-333).
La Unión Soviética defiende la legalidad de estas operaciones conforme el Tratado de Amistad, Buena Vecindad y Cooperación entre la Unión de Repúblicas Socialistas Soviéticas y la República Democrática de Afganistán, concertado entre Brézhnev y Taraki el 5 de diciembre de 1978, pues la intervención se realiza por petición del Consejo Revolucionario, órgano supremo del Estado, que horas antes de la muerte de Amín se había reunido y lo había condenado a muerte por traición. Por lo tanto, desde el punto de vista de la Unión Soviética, no se produjo una «intervención soviética en Afganistán», dado que las tropas entraron en el país por petición de las autoridades afganas.
En total, la fuerza soviética inicial fue de alrededor de mil ochocientos tanques, ochenta mil soldados y dos mil blindados. Con la posterior llegada de dos divisiones, ascendió a más de cien mil efectivos en total.

### Cronología
- El 14 de febrero de 1979, el embajador de Estados Unidos en Afganistán Adolph Dubs es asesinado, acción que desencadena un cambio de relaciones con Afganistán, la ruptura de todos los tratados económicos y la no renovación del embajador estadounidense en Kabul, así como la acusación de «régimen comunista» y la falta de derechos humanos.[32]
- El 31 de marzo, Amín asume el cargo de primer ministro, Taraki retiene sus cargos de presidente y secretario general del PDPA.
- El 3 de julio, el presidente estadounidense Jimmy Carter firma la primera directriz para que la CIA apoye de forma clandestina a los muyahidines de Afganistán; ese mismo día, el consejero de Seguridad Nacional de EE. UU. Zbigniew Brzezinski comunica al presidente que, en su opinión, dicha ayuda provocaría una intervención militar soviética.[33]
- El 2 de agosto, un gran número de las fuerzas soviéticas del aire comienzan a aterrizar en Kabul para unirse a las tropas de tierra ya estacionadas.
- El 14 de septiembre se produce un tiroteo entre los guardaespaldas de Taraki y de Amin, y luego, este hace detener al presidente.
- El 16 de septiembre, Amín asume el poder absoluto mediante un golpe de Estado.
- El 8 de octubre, Amin ordena el asesinato en secreto de Taraki.
- El 7 de diciembre, el gobierno de Amín solicita asistencia técnica de las Fuerzas Armadas de la Unión Soviética para el mantenimiento de sus tanques y otros equipos vitales. Los enlaces de comunicaciones con Kabul son cortados, dejando aislada a la capital.
- El 27 de diciembre de 1979 las fuerzas especiales soviéticas asesinan a Amín y ese mismo día, las fuerzas armadas soviéticas cruzan la frontera norte del país y comienzan la intervención.

## Intervención militar

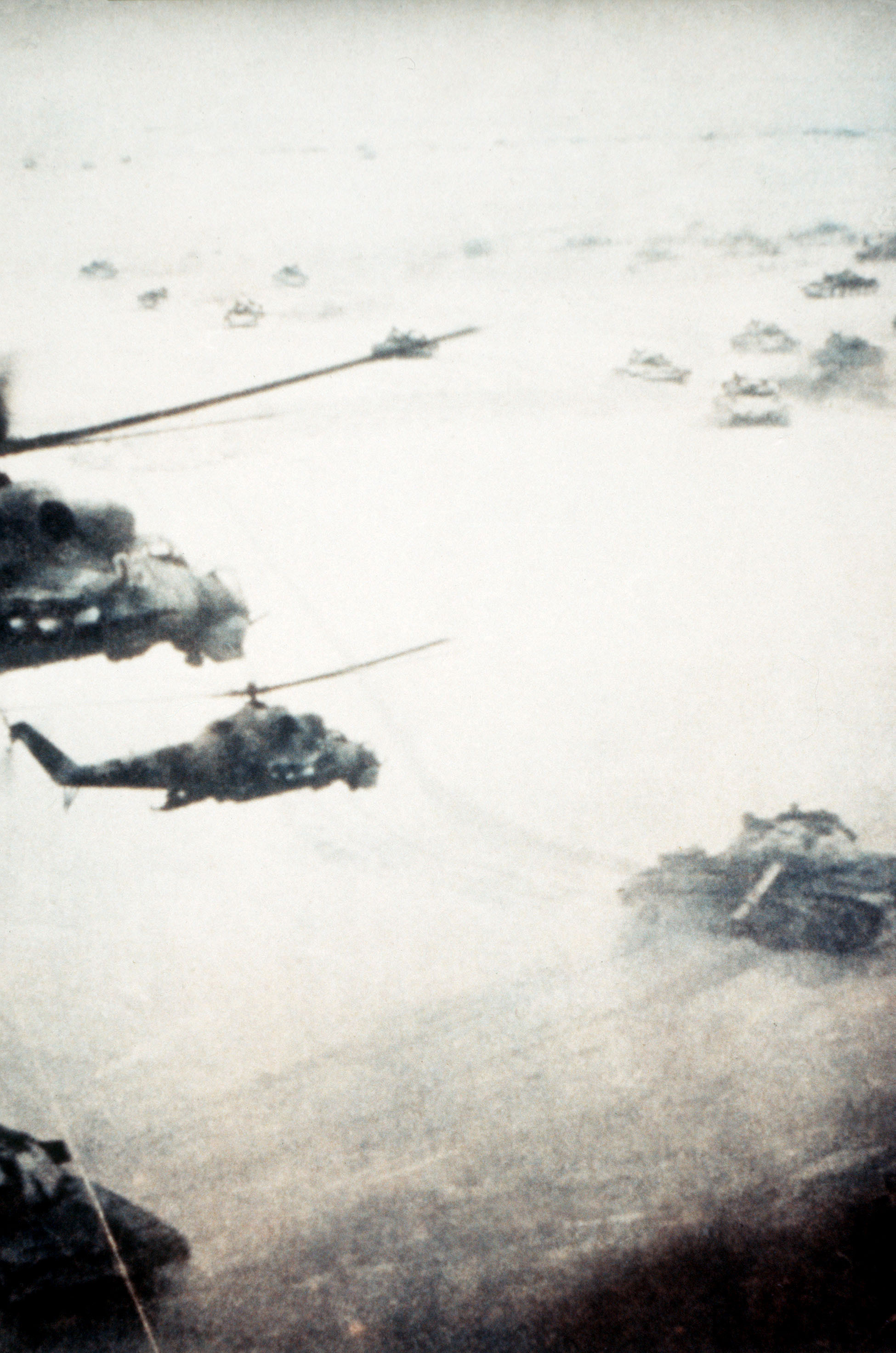
Fuerzas terrestres soviéticas en acción, apoyadas por helicópteros Mi-24 y tanques T-62, mientras realizaban una operación ofensiva contra los muyahidines afganos, 1984.

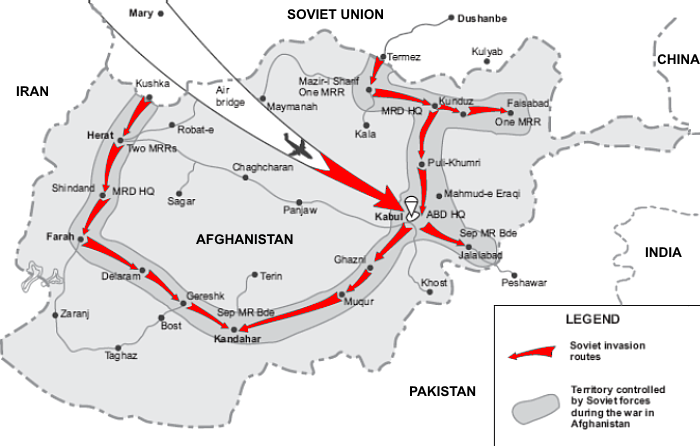
Mapa del despliegue de tropas soviéticas en Afganistán en 1981.

Con el derrocamiento de Amín, el Consejo Revolucionario nombró al ex vice primer ministro Babrak Karmal como presidente.
Los rebeldes formaron alianzas y se unieron en subgrupos en función de una etnia o contexto comunes. Además, tanto China como Estados Unidos los apoyaron enviándoles grandes cantidades de armamento a través de Pakistán. Estados Unidos proporcionó ayuda a los rebeldes de forma clandestina. Al inicio de la guerra proporcionaron material obsoleto de la Primera Guerra Mundial, e incluso más antiguo, a fin de que sea imposible relacionar el material entregado con los Estados Unidos, para evitar molestar a los soviéticos. Más adelante, acabaron proporcionando material bastante más avanzado, como misiles antitanque guiados de fabricación francesa y morteros de 120 mm, que servirán para bombardear los campamentos soviéticos en la zona.
Durante el gobierno de Ronald Reagan en los Estados Unidos, aumentó considerablemente el envío de armas y fondos para los bastiones de la resistencia situados en territorio de Pakistán e Irán. La publicación de las intenciones del gobierno estadounidense en la zona es conocida como la «Declaración de la TASS».

### 1980
- 10 al 11 de enero — Un regimiento de artillería afgano en Kabul se subleva. Durante la batalla murieron cerca de cien rebeldes, las fuerzas soviéticas perdieron dos hombres y otros dos resultaron heridos.
- Febrero-marzo — Primera operación importante para sofocar una rebelión armada en un regimiento de la provincia de Kunar.
- Abril — El Congreso estadounidense autoriza el directo y abierto apoyo a la oposición afgana con quince millones de dólares.
- 19 de junio — El Politburó ordena retirar tanques, misiles y unidades de defensa aérea.
- 3 de agosto — Batalla en la aldea Shaesta. Emboscan al 783.º batallón de reconocimiento soviético y al 201.º afgano por separado, matando a cuarenta y ocho soldados e hiriendo a cuarenta y nueve. Fue uno de los episodios más violentos en la guerra.
- 12 de agosto — Llegan unidades especiales de la KGB «Karpaty».[35]
- 23 de septiembre — El teniente general Borís Tkach es nombrado comandante del 40.º ejército.

### 1981
- Mayo — Los combatientes de Ahmad Shah Masud se acercan a Kabul.
- Septiembre — Durante los combates en la masa rocosa Lurkoh en la provincia de Farāh, muere el mayor general Vadim Jájalov.[36]
- 29 de octubre — Llega el segundo «batallón musulmán», bajo el mando del mayor Borís Kerimbáiev.[37]
- Diciembre - Son derrotados los insurrectos en el área Darzab.

### 1982

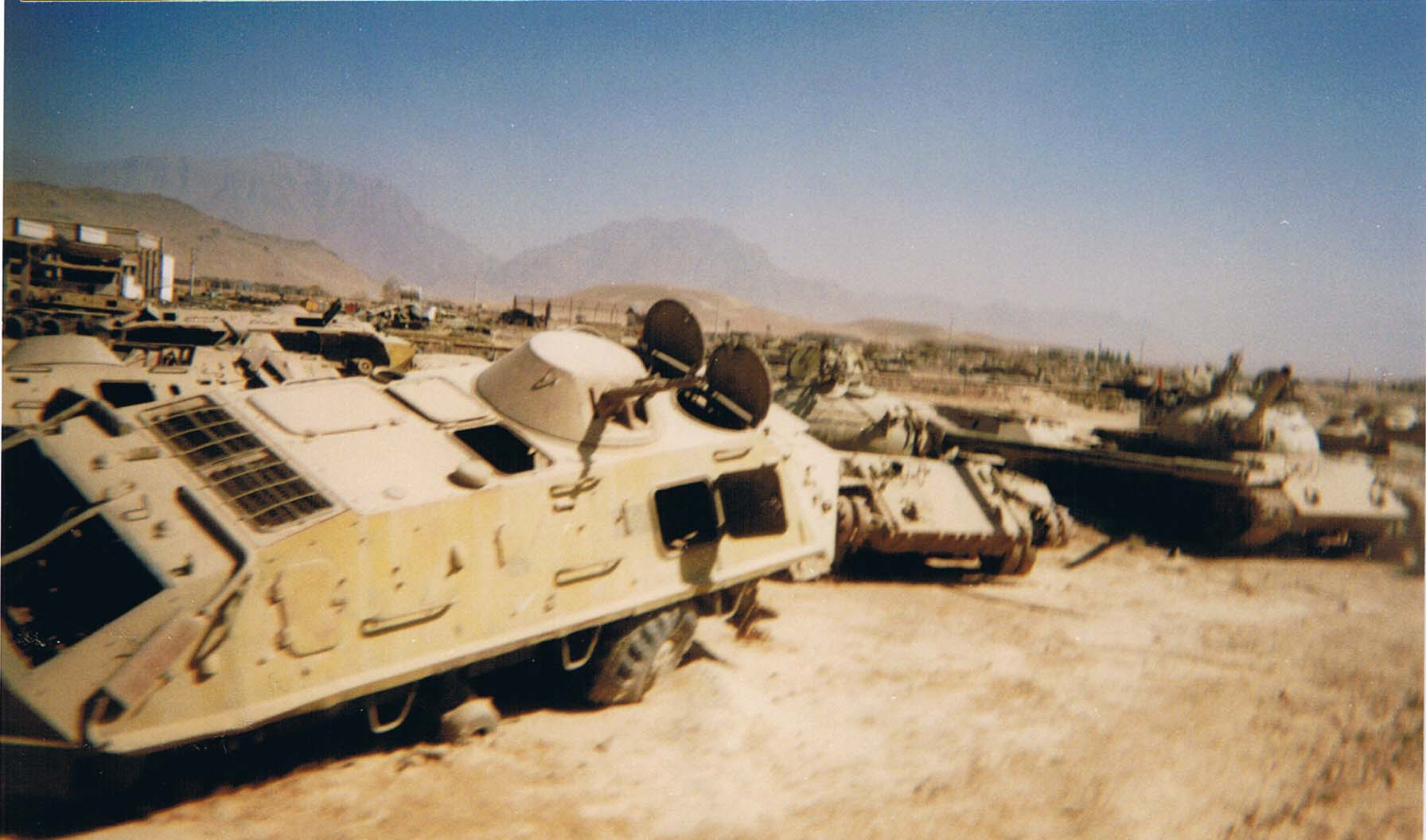
Blindados de fabricación soviética del ejército de la República Democrática de Afganistán.

- 5 de abril — Durante una operación militar en el oeste de Afganistán, las tropas soviéticas cruzaron por error a Irán. Un avión militar iraní destruyó dos helicópteros soviéticos.[38][39]
- En mayo y junio se inició la toma de Panjshir: solo durante los primeros tres días fueron lanzados en paracaídas más de cuatro mil efectivos de la Aerotransportada, y más posteriormente. En la batalla participaron doce mil soldados de armas diferentes. La operación fue exitosa.
- 15 de noviembre — Reunión de Yuri Andrópov y Muhammad Zia-ul-Haq en Moscú.
- 7 de diciembre — Se reúnen los jefes para tratar de llegar a un acuerdo.

## Retirada
Mijaíl Gorbachov ordenó la retirada de las tropas soviéticas. A principio de 1989, se retiraron ordenadamente los últimos soldados del Ejército Soviético. La guerra dejó profundas heridas en la sociedad afgana y también en la soviética primero y rusa después.
En los Juegos Olímpicos de 1980, celebrados en Moscú, casi sesenta países se negaron a presentarse a raíz del conflicto. Cuatro años después los países comunistas harían lo mismo en los Juegos Olímpicos celebrados en Los Ángeles.
El 24 de diciembre de 1989, el Segundo Congreso de los Diputados del Pueblo de la Unión Soviética expresó su «condena moral y política» de la intervención en Afganistán en diciembre de 1979.
A pesar de haber perdido el apoyo de su gran aliado, el gobierno del PDPA se mantuvo en el poder hasta 1992, año en el que fue derrocado por la resistencia integrista de los muyahidines.
Este conflicto, simultáneo a la Revolución iraní de 1979 y a la Guerra Irán-Irak, se recuerda como el «Vietnam de la URSS» por su alto coste en vidas y económico, y por lo estéril de los resultados, teniendo como única consecuencia la aún mayor desestabilización de la situación política soviética en un momento cuando estaba próxima su desintegración.

## La guerra de Afganistán en el cine
- Hot Summer in Kabul, cuyo título original es Zhárkoye leto v Kabule (URSS, 1983), dirigida por Ali Khamraev, y protagonizada por Matlyuba Alimova y Nikolay Olyalin.
- Rambo III (EE. UU., 1988), dirigida por Peter MacDonald, y protagonizada por Sylvester Stallone, Richard Crenna y Kurtwood Smith.
- La bestia o La bestia de la guerra (EE. UU., 1988), dirigida por Kevin Reynolds, y protagonizada por Jason Patric, George Dzundza, Steven Bauer y Stephen Baldwin.
- Cargo 300 (URSS, 1989), dirigida por Georgiy Kuznetsov, y protagonizada por Romualds Ancāns, Alexander Danilchenko y Alexander Cheskidov.
- La novena compañía (Rusia, 2005), dirigida por Fiódor Bondarchuk, y protagonizada por Fiódor Bondarchuk y Alekséi Chádov.
- Charlie Wilson's War (EE. UU., 2007), dirigida por Mike Nichols, y protagonizada por Tom Hanks, Julia Roberts y Philip Seymour Hoffman, entre otros.
- Cometas en el cielo (EE. UU., 2007), dirigida por Marc Forster, y protagonizada por Khalid Abdalla. Está basada en la novela del escritor afgano-estadounidense, Khaled Hosseini.
- La montaña mágica (Rumanía, Francia, Polonia; 2015), película de animación dirigida por Anca Damian.
- Última misión en Afganistán, cuyo título original es Bratstvo (Rusia, 2019), dirigida por Pável Lunguín.